# Serralada de l'Águila
Serralada de l'Águila (en castellà Serrania del Águila) és una cadena muntanyosa del departament d'Antioquia a Colòmbia.
Es desprèn de la serralada d'Abibe i avança paral·lela a la costa fins a la llacuna de l'Águila. És en general de poca elevació.